# Leguminocythereis corrugata
Leguminocythereis corrugata är en kräftdjursart som beskrevs av LeRoy 1943. Leguminocythereis corrugata ingår i släktet Leguminocythereis och familjen Leguminocythereididae. Inga underarter finns listade i Catalogue of Life.